# Faleria
Faleria ist eine italienische Gemeinde in der Provinz Viterbo in der Region Latium mit 1995 Einwohnern (Stand 31. Dezember 2023). Sie liegt 45 Kilometer nördlich von Rom.

## Geographie
Faleria liegt im vulkanischen Hügelland des südlichen Tuszien mit seinen tief eingeschnittenen Tälern, der historischen Landschaft der Falisker. Es liegt auf einem Felssporn über dem Molatal.

## Geschichte
Faleria hieß bis 1873 Stabia und liegt an der antiken Via Flaminia. Die Umbenennung erinnert an das antike Volk der Falisker, hat jedoch nichts mit den antiken Städten Falerii Veteres (heute Civita Castellana) oder Falerii Novi zu tun, die weiter nördlich lagen.
Etwa 5 Kilometer nördlich der heutigen Ortschaft Faleria befinden sich auf Gemeindegebiet die Überreste der Burg Paterno, auf der im Januar 1002 Kaiser Otto III. verstarb.

## Bevölkerungsentwicklung
| Jahr      | 1871 | 1901 | 1921 | 1951 | 1971 | 1991 | 2001 | 2011 |
| --------- | ---- | ---- | ---- | ---- | ---- | ---- | ---- | ---- |
| Einwohner | 894  | 1361 | 1390 | 1599 | 1470 | 1428 | 1728 | 2124 |

Quelle ISTAT

## Politik
Pierluigi Bianchi (Mitte-links-Bündnis) wurde im Mai 2006 zum Bürgermeister gewählt. Das Mitte-links-Bündnis stellt auch mit 8 von 12 Sitzen die Mehrheit im Gemeinderat. Seit dem 6. Juni 2016 übt Marco del Vecchio das Amt des Bürgermeisters aus.